# Phocarctos hookeri
Phocarctos hookeri (Новозеландський морський лев) — монотипний вид морських ссавців ряду хижих (Carnivora), родини отарієвих (Otariidae). Мешкає уздовж узбережжя Південного острова Нової Зеландії, острова Стюарт, і субантарктичних островів, особливо Оклендських островів.

## Морфологія
Морфометрія. Довжина голови й тіла: 200 — 250 см (до 270 см, самці), 160 — 200 см (самиці), маса: більше 400 кг (самці), 90 — 160 кг (самиці).
Опис. Колір самців чорно-коричневий; вони мають гриву довгого грубого чорного волосся. Забарвлення самиць сріблясто-сіре зверху й кремове знизу.

## Поведінка
Як характерно для багатьох отарієвих, цуценята збираються в групи окремо від матерів. Самиці відвідують їх щоб погодувати. Самиці і щенята впізнають один одного за допомогою вокалізації та запаху, а невеликий відсоток самиць дозволяють іншим цуценятам годуватися разом зі своїм, що є незвичайною поведінкою як для ластоногих. Phocarctos hookeri є хорошими пірнальниками, середня глибина занурення самиць: 129 м, а середня тривалості занурення становить 3,9 хвилини. Максимальна глибина занурення понад 600 м, а максимальна тривалість занурення: 14,5 хвилин. Довгих міграцій не здійснюють, але можуть віддалятися доволі далеко від берега. Здобиччю є різноманітні донні й морські хребетні та безхребетні організми, наприклад Hemerocoetes monopterygius, восьминіг, Munida, Macruronus, кальмари, ракоподібні. Хижаками для цих тварин є акули та морські леопарди. Цуценят також вбивають дорослі самці свого виду.

## Життєвий цикл
Вагітність триває 11,5 місяці. Більшість цуценят народжується в грудні на початку січня. Народжується єдине дитя шоколадно-коричневого кольору. Вага новонароджених: 8 — 10 кг, довжина: 70 — 100 см. Вигодовування молоком, ймовірно, триває 10 місяців. Статева зрілість самців настає у 5 — 6-річному віці. Самці живуть принаймні до 23 років, самиці принаймні до 26 років.

## Галерея

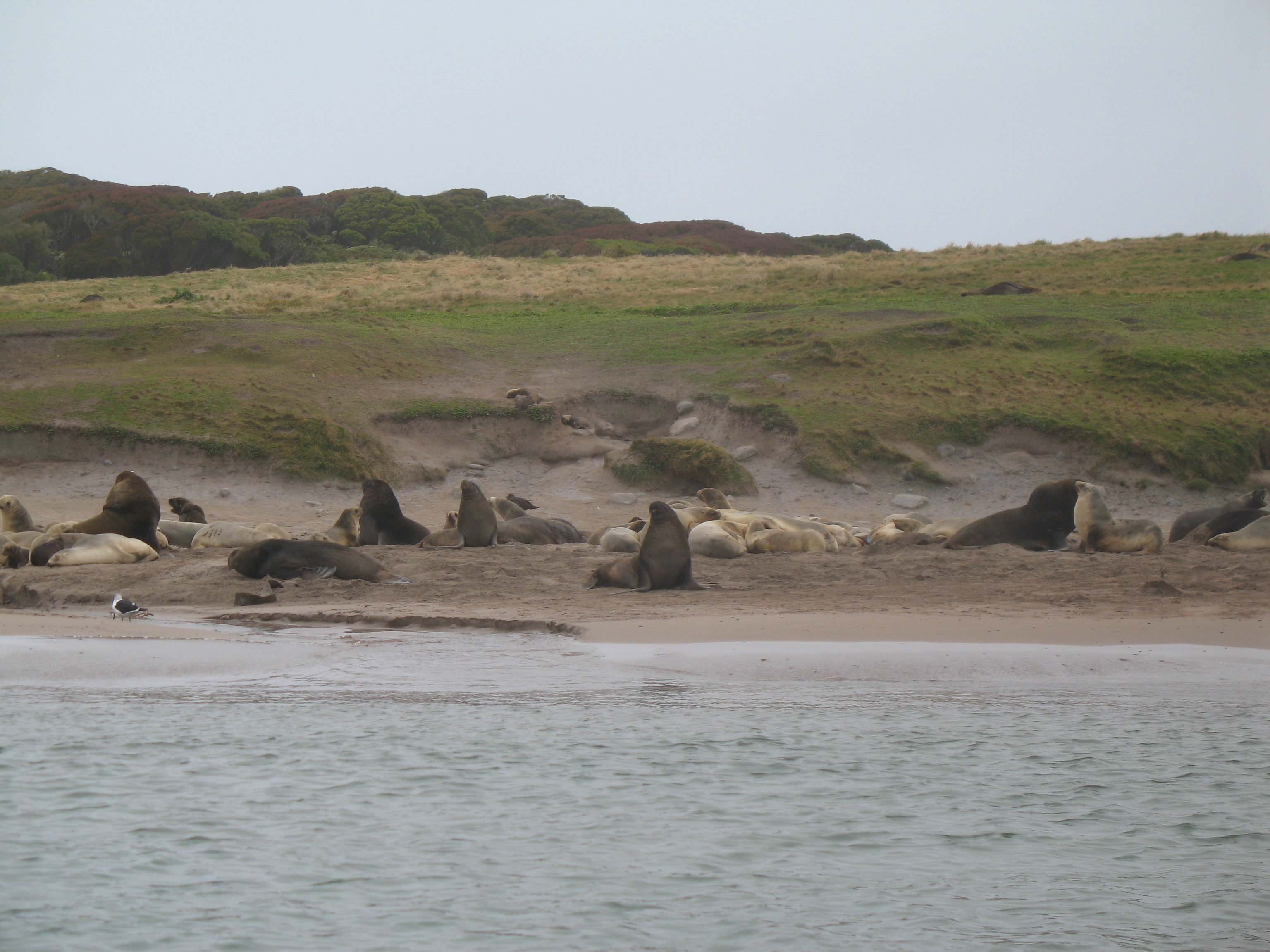
На узбережжі острова Ендербі
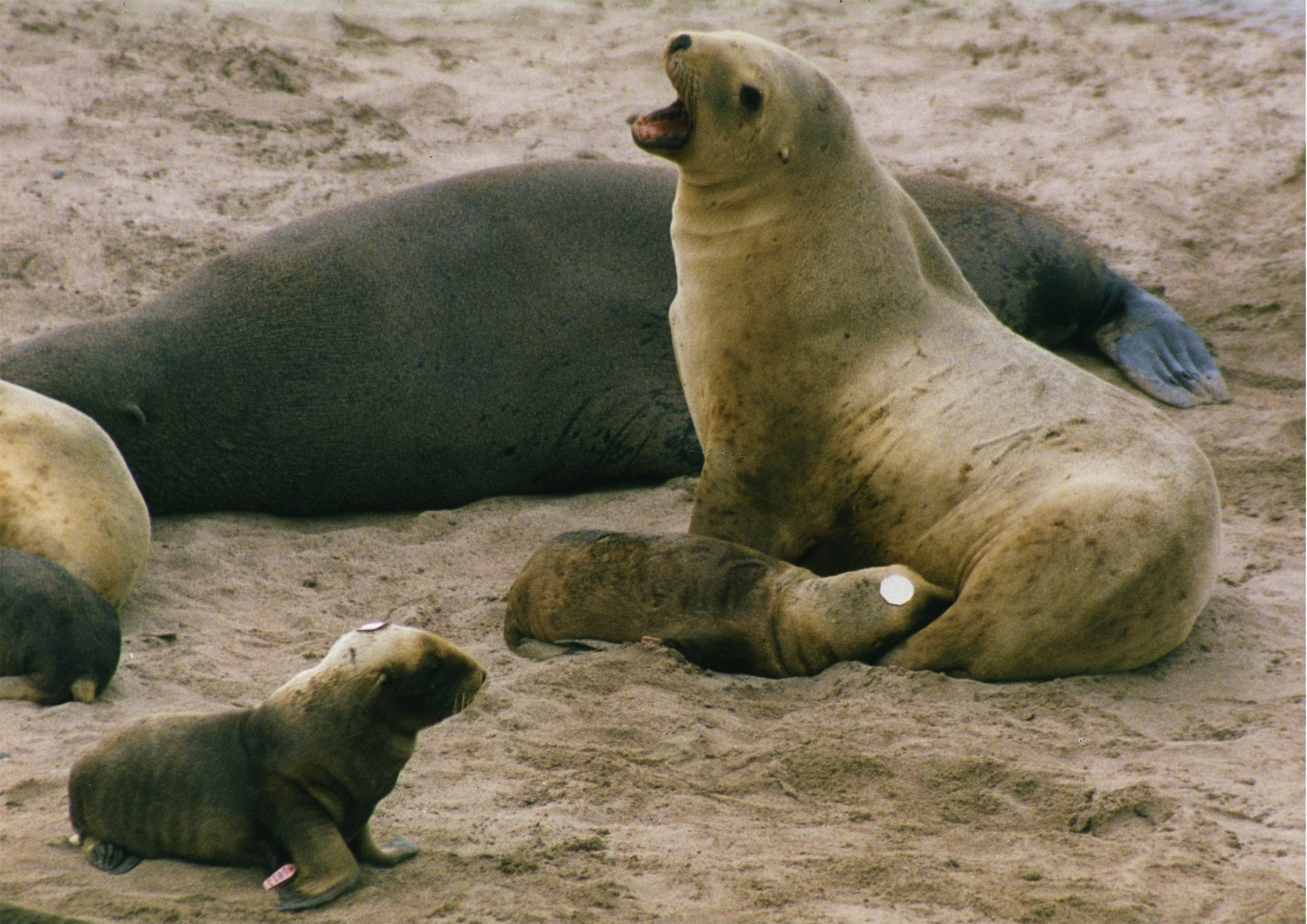
На узбережжі острова Ендербі
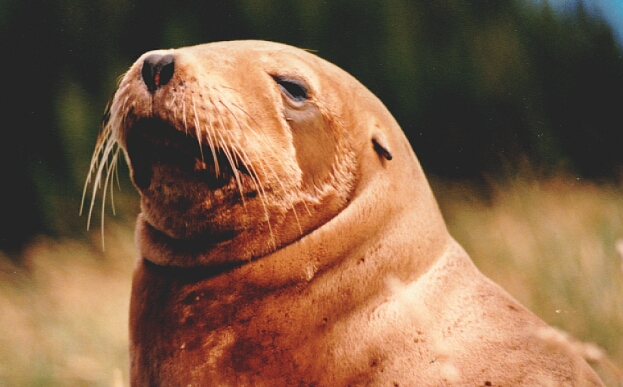
Зблизька
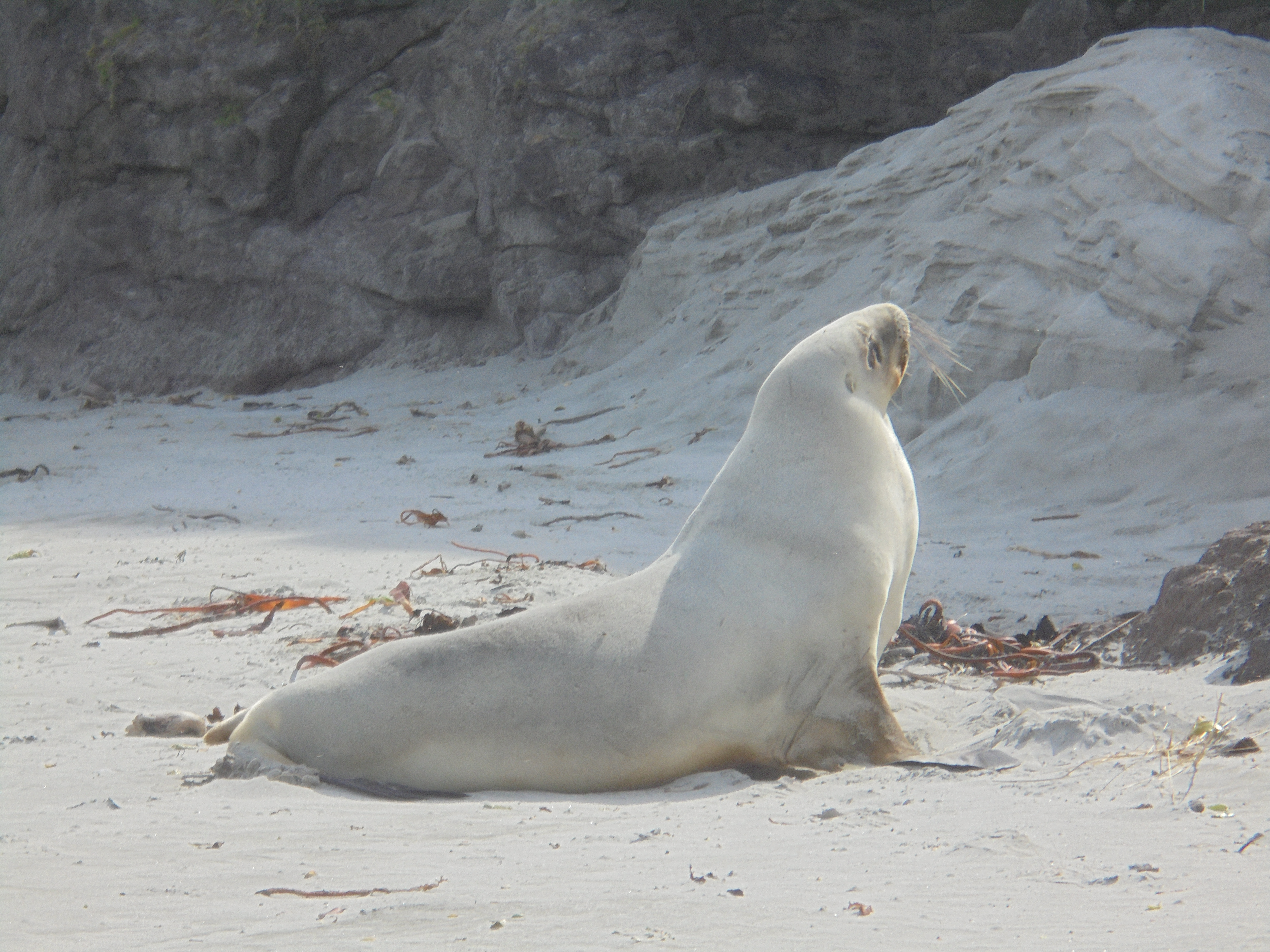
Самка